# De tretten faktorier
De tretten faktorier (kinesisk: 十三行) var det område i Kanton i Kina, hvor udenlandske handelshuse måtte etableres i 1700-tallet for første gang siden Hai jin-politikken, som forbød udenrigshandel. De omtales også som "De tretten hong" eller "Kantonfaktorierne".

## Terminologi
Faktorierne var "udlændingekvarterer" uden for Guangzhous bymur. De var handelsmarkeder, ikke fabrikker, hvor varer blev fremstillet. Navnet kom fra det, man kaldte en udenlandsk forretningsagent, nemlig en factor, og det var dem, som drev disse handelshuse eller faktorier. Kineserne kaldte ofte faktorierne for barbariske huse.

## Historie
I 1684 tillod Kangxi-kejseren udlændinge at handle med Kina i fire byer. Én af dem var Kanton. I 1686 fik de også lov til at bo i faktoriområdet i Kanton nær udløbet af Perlefloden. I 1757 bestemte Qianlong-kejseren, at dette var det eneste sted, hvor vestens folk måtte bo i Kina.
I 1793 forsøgte kong George 3. af Storbritannien at få åbnet nogle havne længere nord på kysten oveni. Han sendte Lord George Macartney af sted for at bede kejseren om dette, men nytteløst: Qianlongkejseren afviste forespørgslen.
De tretten faktorier mistede gradvis deres betydning efter Første opiumskrig, som brød ud efter, at Kina forbød import af britisk opium. Qing-styret blev besejret af Storbritannien og blev tvunget til at åbne fem havnebyer for udlændinge og til at afstå Hongkong til Storbritannien. De tretten faktorier var derefter ikke længere det eneste sted, hvor udlændinge kunne drive handel med kineserne.
Hongerne i Hongkong blev fra tidligt i 1890'erne de vigtigste handelshuse langs kysten.

## Faktorierne
De vestlige faktorier blev tilladte at opretholde som bygninger på 2-3 etager, 100 meter fra flodbredden. Hvert faktori havde tre eller fire huse. Lagrene var i første etage, og elegante lejligheder i anden og tredje etage. Pladsen lige foran bygningerne var indhegnet og reserveret udlændingene. Gaderne indtil faktorierne hed Thirteen Factory lane, Old China lane og Hog lane. Her lå de kinesiske forretninger.

## De tretten faktorier
De faktorier og gader, som udgjorde området, var i den rækkefølge de lå. Hong-købmændenes navne var Howqua, Mowqua, Puankhequa, Goqua, Fatqua, Kingqua, Sunshing, Mingqua, Saoqua og Punboqua
| Kinesiske navn (pinyin) | Engelske navn                   | Kinesisk skrift          |
| ----------------------- | ------------------------------- | ------------------------ |
| e-ho-hong               | Factory of Justice and Peace    | 义和行（小溪馆）         |
| paeon-ho-hong           | Factory of Tranquillity         | 新英国馆（保和行）？？   |
|                         | Hog lane                        | 猪巷                     |
| fung-tae-hong           | Chow-Chow Factory               | 炒炒馆（丰泰行、巴斯行） |
| bung-shan-hong          | Old English Factory             | 旧英国馆（隆顺行）       |
| suy-hang                | Swedish Factory                 | 瑞典行（瑞行）           |
| ma-ying-hang            | Imperial Factory                | 帝国馆（孖鹰行）         |
| paon-shun-hang          | Precious and Prosperous Factory | 宝顺馆（宝顺行）         |
| kwang-yuen-hang         | American Factory                | 美国行（广源行）         |
|                         | Old China street                | 老中国街                 |
|                         | French Factory                  | 法兰西馆（高公行）       |
|                         | Spanish Factory                 | 西班牙馆（大吕宋行）     |
|                         | Danish Factory                  | 丹麦行                   |

I 1835 åbnede lægemissionæren Peter Parker en øjenklinik i 3 Hog Lane. Lam Qua, en kinesisk maler uddannet i Vesten, fik i opgave af Palmer at male pre-operative patienter, som havde store tumorer eller andre større misdannelser.

## Politik
Kejseren udnævnte en embedsmand, som blev kaldt hoppoen, som havde ansvaret og som indkrævede salgsskat. Han overvågede også, at salgene gik ret for sig. Hoppoen havde på vegne af Qing-hoffet ansvaret for relationerne til handelsfolkene. Dette var en vigtig stilling: handelsfolkene havde ikke lov til at have direkte kontakt med kejseren.
Udlændingene havde forbud mod at lære sig kinesisk.